# Huw Jones
Huw Jones (szk. wym. [çjʉ d͡ʒo̝nz], ur. 17 grudnia 1993 r. w Edynburgu) – angielsko-szkocki rugbysta występujący na pozycji środkowego atakku, reprezentant Szkocji.

## Młodość
Jones urodził się w Eastern General Hospital w Edynburgu. W mieście pracowali wówczas jego rodzice, jednak nim Huw skończył dwa lata, rodzina opuściła Szkocję, przenosząc się z Musselburgh do Kentu. Następnie wychowywał się w Somerset w południowo-zachodniej Anglii, uczęszczał do prywatnej Millfield School. Wedle jego własnych słów, Jones dość późno objawił swoje talenty sportowe – w szkole średniej długo nie potrafił przebić się do pierwszej drużyny rugby, nie nawiązał także kontaktu z akademią żadnego z zawodowych klubów w Anglii.
Pod koniec 2012 roku po ukończeniu szkoły (podczas tzw. gap year) wyjechał do Kapsztadu w Południowej Afryce, gdzie został wolnym słuchaczem w Bishops Preparatory School. Jednocześnie dołączył do lokalnego klubu False Bay, gdzie początkowo grał w ekipie U-20, a później w pierwszej drużynie. Postanowiwszy pozostać w Afryce, za namową trenera akademickiego (a wcześniej szkoleniowca False Bay) z powodzeniem ubiegał się o przyjęcie na Uniwersytet Kapsztadzki. Zrezygnował wówczas ze studiów historycznych na Uniwersytecie w Swansea, na które był wcześniej przyjęty. 
W 2014 roku grał w uniwersyteckiej drużynie UCT Ikey Tigers podczas rozgrywanych od lutego do kwietnia akademickich mistrzostwach kraju Varsity Cup. Jones wystąpił wówczas we wszystkich spotkaniach. Jego drużyna zwyciężyła w całych rozgrywkach, a on sam w dramatycznym finale z NWU Pukke (Uniwersytet Północno-Zachodni) zdobył otwierające wynik przyłożenie. Łącznie w dziewięciu meczach dwukrotnie przykładał piłkę na polu punktowym rywali. W tym samym roku dostał się do młodzieżowego zespołu regionalnej drużyny Western Province. Wystąpił w dwóch spotkaniach Vodacom Cup (niższego poziomu rozgrywek regionalnych) – w pierwszym kwadransie swojego debiutu dla „WP” przeciw Free State Cheetahs zdobył premierowe przyłożenie. W dalszej części sezonu  brał także udział w zmaganiach drużyn do lat 21 w ramach U-21 Regional Championship

## Kariera klubowa
Na początku roku 2015 Jones dołączył do kapsztadzkiej ekipy z ligi Super Rugby – Stormers. W ciągu trzech lat wystąpił w sumie w 24 meczach tych rozgrywek. Choć znalazł się w składzie również na sezon 2017, to w rzeczywistości nie wystąpił wówczas w żadnym spotkaniu – początkowo ze względu na przerwę reprezentacyjną, później zaś z uwagi na rehabilitację po przebytym urazie mięśni uda. Oprócz występów w Super Rugby Jones dołożył 27 meczów dla Western Province, w tym 25 w ramach Currie Cup. Pożegnalnym meczem w barwach drużyn z Kapszradu był zwycięski finał Currie Cup 2017 przeciw Sharks, w którym zdobył dwa przyłożenia i został okrzyknięty graczem meczu.
W lutym 2017 roku podpisał kontrakt z Glasgow Warriors, na mocy którego dołączył do szkockiej drużyny jesienią tego samego roku. Swój debiut w nowej drużynie zanotował w spotkaniu z Montpellier na początku grudnia 2017 roku. Jednocześnie zgodnie z zarządzonym przez Scottish Rugby Union draftem został przydzielony do amatorskiej drużyny Scottish Premiership – Stirling County, zaś rok później trafił do ekipy Currie. W pierwszych sezonach w barwach Warriors Jones nie potrafił sprostać oczekiwaniom związanym z jego przybyciem. Wahania formy sprawiły, że w kluczowych meczach szkoleniowiec Dave Rennie stawiał na rywali Jonesa  do miejsca w składzie. Szybko zaczęto spekulować o koniecznej zmianie otoczenia i transferze do innego klubu. Jesienią 2018 roku media donosiły o zaawansowanych rozmowach zawodnika z angielskim zespołem Leicester Tigers. Ostatecznie w grudniu 2018 roku Jones przedłużył kontrakt z Warriors o dwa sezony, do połowy 2021 roku. W sezonie 2018/2019 wraz z drużyną z Glasgow dotarł do finału rozgrywek Pro14, w którym szkocka ekipa uległa Leinster Rugby 15:18.

## Kariera reprezentacyjna
Pomimo angielskiej narodowości rodziców, Jones z uwagi na miejsce urodzenia czuł się emocjonalnie związany ze Szkocją. Podczas swoich występów w Południowej Afryce deklarował się jako Szkot i taka też przynależność wskazywana była w dokumentacji rozgrywek. W ten sposób został zauważony przez członka sztabu Glasgow Warriors, co z kolei przerodziło się w zainteresowanie reprezentacji Szkocji. Niektóre źródła podają, że miejscem, w którym analityk Gavin Vaughan miał zauważyć przy nazwisku Jonesa szkocką flagę, był artykuł na temat uniwersyteckiej drużyny Ikey Tigers w anglojęzycznej Wikipedii. Choć z uwagi na długość pobytu w Południowej Afryce zawodnik był uprawniony do gry dla ekipy „Springboks”, nigdy nie rozważał występów dla tego kraju.
Nie mając wcześniej żadnego doświadczenia w młodzieżowych drużynach narodowych Jones w pierwszej reprezentacji zadebiutował latem 2016 roku w Tokio podczas meczu z Japonią. Pierwszy jego mecz w podstawowym składzie przypadł na rozgrywane w listopadzie tego samego roku spotkanie Australią na Murrayfield Stadium. W starciu tym zdobył dwa przyłożenia. Początek kariery reprezentacyjnej gracza Stormers był niezwykle imponujący. W kolejnych ośmiu meczach zaliczył dalszych pięć przyłożeń oraz zaliczył ważną asystę przy akcji kolegi. Podczas Pucharu Sześciu Narodów 2017 był podstawowym zawodnikiem kadry, wystąpił w każdym meczu reprezentacji w tym roku a także w każdym meczu Puchar Sześciu Narodów 2018. W turnieju tym zdobywał przyłożenia w meczach z Francją i Anglią (dwa), kiedy to Szkoci sięgnęli po Calcutta Cup. Łącznie w pierwszych 14 meczach w reprezentacji Jones aż dziesięciokrotnie meldował się na polu przyłożeń rywali.
Kolejne półtora roku było jednak znacznie słabsze: dziewięć meczów bez zdobyczy punktowej i szeroko krytykowana postawa w obronie, co po części spowodowane było kontuzjami i małą ilością czasu spędzonego na boisku. W czasie Pucharu Sześciu Narodów 2019 Szkot wystąpił co prawda w dwóch pierwszych meczach, jednak w drugim z  nich, z Włochami, doznał kontuzji kolana i nie brał udziału w dalszej części zmagań. Ostatecznie Jones nie znalazł się w kadrze na największą imprezę czteroletniego cyklu – japoński Puchar Świata w Rugby 2019. Komentatorzy wskazywali, że selekcjoner Gregor Townsend zdecydował się na powołanie do 31-osobowej kadry czterech środkowych ataku o zapewne mniejszych inklinacjach ofensywnych, jednak pewniejszych w grze obronnej. Zwyżka formy pod koniec 2019 roku zaowocowała powołaniem Jonesa do reprezentacji na kolejną edycję Pucharu Sześciu Narodów. Urodzony w Edynburgu gracz wystąpił w dwóch pierwszych, przegranych spotkaniach z Irlandią i Anglią, po czym stracił miejsce w składzie na rzecz Chrisa Harrisa.

### Statystyki
Stan na dzień 18 lutego 2020 r.
Występy na arenie międzynarodowej
| Drużyna narodowa | Rok  | Mecze | Punkty |
| ---------------- | ---- | ----- | ------ |
| Szkocja          | 2016 | 3     | 10     |
| Szkocja          | 2017 | 8     | 25     |
| Szkocja          | 2018 | 8     | 15     |
| Szkocja          | 2019 | 4     | 0      |
| Szkocja          | 2020 | 2     | 0      |
| Suma             | Suma | 25    | 50     |

Przyłożenia na arenie międzynarodowej
| Lp. | Data              | Miejsce                       | Przeciwnik    | Rozgrywki                   |
| --- | ----------------- | ----------------------------- | ------------- | --------------------------- |
| 1.  | 12 listopada 2016 | Murrayfield Stadium, Edynburg | Australia     | mecz testowy                |
| 2.  | 12 listopada 2016 | Murrayfield Stadium, Edynburg | Australia     | mecz testowy                |
| 3.  | 11 marca 2017     | Murrayfield Stadium, Edynburg | Anglia        | Puchar Sześciu Narodów 2017 |
| 4.  | 11 marca 2017     | Murrayfield Stadium, Edynburg | Anglia        | Puchar Sześciu Narodów 2017 |
| 5.  | 11 listopada 2017 | Murrayfield Stadium, Edynburg | Samoa         | mecz testowy                |
| 6.  | 18 listopada 2017 | Murrayfield Stadium, Edynburg | Nowa Zelandia | mecz testowy                |
| 7.  | 25 listopada 2017 | Murrayfield Stadium, Edynburg | Australia     | mecz testowy                |
| 8.  | 11 lutego 2018    | Murrayfield Stadium, Edynburg | Francja       | Puchar Sześciu Narodów 2018 |
| 9.  | 24 lutego 2018    | Murrayfield Stadium, Edynburg | Anglia        | Puchar Sześciu Narodów 2018 |
| 10. | 24 lutego 2018    | Murrayfield Stadium, Edynburg | Anglia        | Puchar Sześciu Narodów 2018 |

## Życie osobiste
Choć Jones urodził się w Szkocji, to jego rodzina (w tym rodzice Bill i Hillary) zasadniczo wywodzi się z Anglii. Niemniej dziadek zawodnika ze strony matki był Szkotem, natomiast część rodziny ze strony ojca ma korzenie w Walii. Ten ostatni fakt znalazł swoje odzwierciedlenie w walijskim imieniu „Huw”, jakie nadano przyszłemu rugbyście. Oboje jego rodzice ukończyli Uniwersytet Edynburski; ojciec Bill był nauczycielem w George Watson’s College w Edynburgu.